# カンガルー歌の定期便
カンガルー歌の定期便（カンガルーうたのていきびん）は、岐阜放送で毎日21:30～21:40に放送されていたラジオ番組。かつては一日に数回放送されていた。番組のオープニングとエンディングで流していたテーマミュージックは、ポール・モーリア作曲「Sica sica（ほほえみの街角）」。長寿番組となっていたが、2011年6月30日をもって終了。

## 内容
- 毎日、番組に寄せられた「交通安全 愛の呼びかけ」と称した交通安全の標語を紹介し、それ以外は軽い音楽とトークで構成されている。
- 標語は直接番組に寄せられたものや小学校単位で寄せられたものなど。
- 番組のスタイルは数十年変わっていない。
- プロ野球中継『ダイナミックナイター』開催期間中は、野球が延伸した場合は試合終了後に後ずらし。
- 後継番組として2011年7月から『ぬくもり On Time』が開始された。放送時間と、後述するスポンサー及びパーソナリティは変わらない。

## スポンサー
- 西濃運輸の一社提供。同社は岐阜県大垣市に本社を置いており、また番組タイトルにある“カンガルー”は同社のトレードマークである。

## パーソナリティ
- 今尾ひな子 （個人ブロブ）